# Gåstjärnen (Gåsborns socken, Värmland)
Gåstjärnen är en sjö i Filipstads kommun i Värmland och ingår i Göta älvs huvudavrinningsområde. Sjön har en area på 0,535 kvadratkilometer och ligger 236,2 meter över havet.

## Delavrinningsområde
Gåstjärnen ingår i det delavrinningsområde (664259-141735) som SMHI kallar för Utloppet av Mögreven. Medelhöjden är 258 meter över havet och ytan är 44,24 kvadratkilometer. Räknas de 17 avrinningsområdena uppströms in blir den ackumulerade arean 186,51 kvadratkilometer. Tvärälven (Rämmån) som avvattnar avrinningsområdet har biflödesordning 3, vilket innebär att vattnet flödar genom totalt 3 vattendrag innan det når havet efter 378 kilometer. Avrinningsområdet består mestadels av skog (79 procent). Avrinningsområdet har 4,14 kvadratkilometer vattenytor vilket ger det en sjöprocent på 9,3 procent.